# Jordan Carver
Ina-Maria Schnitzer, más conocida por su nombre artístico, Jordan Carver, (30 de enero de 1986; Tréveris, Renania-Palatinado, Alemania) es una modelo y actriz alemana con sede laboral en los Estados Unidos.

## Primeros años
Ina-Maria Schnitzer nació el 30 de enero de 1986 en Tréveris, Renania-Palatinado, Alemania.
Es de ascendencia italiana y alemana. Tiene un hermano mayor. Después de graduarse de la escuela secundaria, trabajó como gerente de un hotel, pero más tarde decidió trabajar como modelo.
Antes de su fama trabajó entre bastidores como esteticista y maquilladora para una gran compañía de cosméticos francesa. Con el tiempo, se reunió con un fotógrafo experimentado que la animó a convertirse en una modelo.Aceptó y a finales de 2000 emigró a los Estados Unidos para conseguir trabajos como modelo. Finalmente se estableció en Los Ángeles, California.

## Carrera de modelo
En enero de 2010 lanzó su carrera como modelo con su propio sitio web con fotos, vídeos y otros contenidos. Además de su propio contenido exclusivo, empezó a posar para las publicaciones de las revistas en 2011. Se convirtió en un éxito por su descomunal tamaño de sus pechos emparejado con su espectacular figura. En febrero, posó para la revista para hombres Zoo Weekly. 
En junio, posó desnuda para la revista italiana fetichista Alula. Al mismo tiempo, estaba recibiendo publicidad en los medios en su país natal. Apareció en la revista alemana Bild, que la proclamó como "Yoga-Jordan", debido a su video de entrenamientos de yoga.
En enero de 2012, apareció en el periódico estadounidense y la televisión de entretenimiento espectáculo TMZ. A finales del mismo, publicó un DVD de ejercicios de yoga que se puso a disposición, tanto en Estados Unidos como en Europa.
Además de sus apariciones en las publicaciones europeas y estadounidenses, Carver también apareció en varios vídeos de YouTube, y el Morning News WGN en Chicago. 
En 2013, hizo su debut como actriz en el programa germano-estadounidense EURO-TRASH y en el película de comedia ¿Quién mató a Johnny? en la que interpretó a una modelo alemana ingenua llamada Gudrun.
Jordan Carver participó en el reality show alemán Wild Girls - Auf High Heels durch Afrika (Chicas Salvajes - En Tacones altos a través de África), en la que junto con otros participantes vivían en los desiertos de Namibia con la población nativa del país africano. Fue expulsada del show el día 14 de agosto y volvió a casa.
El 12 de septiembre de 2016, anunció en su página de Instagram que estaba embarazada. Dio a luz a su hijo el 1 de enero de 2017.